# Idioma mari
El mari, marí o cheremis (en mari: марий йылме; en ruso: марийский язык) es una lengua hablada por más de 500.000 personas, según datos de 2012, perteneciente a la rama fino-ugria de la familia de lenguas urálica.

## Distribución geográfica
La mayor parte de los hablantes de mari residen en la República de Mari-El de la Federación Rusa.
No obstante, la lengua mari también se utiliza en otras áreas de Rusia occidental como Baskortostán, el óblast de Sverdlovsk, el óblast de Kirov y el Krai de Perm. Asimismo existen hablantes de mari al este y al sur del Volga. En 1989, un tercio de los hablantes de mari residían en su propia república; estos tienden a vivir en zonas rurales, ya que la capital, Yoshkar-Olá, está casi completamente rusificada.

## Aspectos históricos, sociales y culturales

### Historia
Jordanes, historiador romano del siglo VI, menciona en su obra Getica a los «merens» —pueblo hoy desaparecido cercano a los mari— y a los «imniscaris», probablemente los propios mari.
Después del siglo VII, los mari estuvieron bajo el dominio de los bulgáricos del Volga y en documentos jázaros del siglo X, los mari aparecen con el nombre de «zarmis».
Los misioneros fueron los primeros en adaptar la lengua mari a las labores literarias, especialmente al traducir los evangelios al dialecto occidental. En 1827 apareció un Nuevo Testamento en dialecto mari occidental.
Ya en época reciente, en el siglo XX y dentro de la Unión Soviética, la rusificación de la cultura mari comenzó en profundidad; en los pueblos y a nivel elemental la educación se daba en mari, pero para los grados superiores se utilizaba el ruso.
Entre los autores en lengua mari, cabe destacar a Serguéi Chaváin y a J. Mayorov, que usaba el seudónimo de «Shketan».

### Dialectos
Existen cuatro dialectos del mari: 

Los cuatro dialectos principales del mari.
Mari de las colinas
Mari occidental
Mari de las praderas
Mari oriental

- Mari de las colinas, hablado a lo largo del cauce del Sura, al oeste del Volga.
- Mari occidental, hablado alrededor de las poblaciones de Sharanga, Tosahevo y Yaransk, así como en los distristos de Nizhni Nóvgorod y Kírov.
- Mari de las praderas, al este del Volga.
- Mari oriental o mari de Ufá, utilizado en Bashkiria en la zona de los ríos Ufá y Belaya.[5]

Han surgido dos lenguas estándares independientes, una correspondiente al mari de las colinas, minoritaria con unos 30 000 hablantes, y otra correspondiente al mari de las praderas, con unos 480.000 hablantes, utilizada en radio y prensa. Existen diferencias léxicas, fonológicas y morfológicas entre las dos variantes.

## Comparación léxica
Los numerales en diferentes variedades mari son:
| GLOSA | Mari occidental | Mari oriental       | PROTO- MARI |
| ----- | --------------- | ------------------- | ----------- |
| '1'   | ik / iktɘ       | ik / iktə / iktət   | *ik-tə      |
| '2'   | kok / koktɘ     | kok / koktət        | *kok-tə     |
| '3'   | kəm / kəmət     | kum / kumət         | *kom-       |
| '4'   | nɘl / nɘlɘt     | nəl / nələt         | *nɘl-       |
| '5'   | βɘt͡s / βɘzɘt    | βiç / βiʝət / βiʒət | *βiʦ-       |
| '6'   | kut / kudɘt     | kut / kudət         | *kud-       |
| '7'   | ʃɘm / ʃɘmɘt     | ʃəm / ʃəmət         | *ʃɘm-       |
| '8'   | kændækʃ         | kandaʃ / kandaʃə    | *kan-(dekʃ) |
| '9'   | ɘndekʃ          | indeʃ / indeʃə      | *(ɘn-dekʃ)  |
| '10'  | lu              | lu                  | *lu         |
Los morfemas entre paréntesis provienen de raíces indoeuropeas prestadas a lenguas descendientes del proto-urálico: *dekʃ < *deḱm 'diez' y ɘn- < *oin- 'uno'